# 哈攀龍
哈攀龍（？—1751年），直隸河間人，清朝將領。武狀元。

## 生平
哈攀龍祖先出自回部。乾隆二年（1737年）中式一甲一名武進士，授頭等侍衛。歷興化城守副將，河南南陽、福建海壇、漳州諸鎮總兵。因母喪去官。乾隆十三年，前往金川，隸總督張廣泗軍，署松潘鎮總兵。乾隆十四年，金川事定，命署固原提督。乾隆十六年，署湖廣提督。乾隆二十一年，實授湖廣提督。乾隆二十二年，移貴州提督。回京陛見後，因病留京，不久病逝。子哈國興。

## 延伸阅读
[在维基数据编辑]
 《清史稿·卷311》，出自趙爾巽《清史稿》